# Melanagromyza sojae
Melanagromyza sojae (лат.) — вид двукрылых из семейства минирующих мух.

## Описание
Длина крыльев 1,7-2,1 мм. Тело тёмно-коричневого или черноватого цвета, брюшко с зеленоватым металлическим блеском. Глаза у обоих полов голые, у большинства других Melanagromyza, по крайней мере у самцов, на глазах имеются густые и пушистые волоски. Край калиптера и волоски на нём белые . Эдеагус имеет базифаллус такой же длины, как фаллофор, и прилегает к нему, а базифаллус отделен от дистифаллуса примерно на его собственную длину. Дорзальная камера дистифаллуса относительно небольшая, не сильно заострённая или расширенная на вершине, и шиповатая изнутри. У личинок задние дыхальца с сильно атрофированым центральным рогом.

## Биология
Личинки образуют мины в стеблях растений семейства бобовые. Наиболее предпочитаемое кормовое растение — соя. Угрозу представляет также для для маша и урда. Мухи живут живут от 6 до 19 дней. Самки откладывают яйца на нижнюю поверхность листьев, обычно у основания листа. Обычно на лист откладывается одно или два яйца, но при высокой плотности популяции взрослых особей их может быть больше. Молодые личинки проникают в ближайшую жилку листа, затем прокладывают ход через черешок к сердцевине стебля, а затем вниз к верхней части стержневого корня. Они окукливаются глубоко внутри стебля, но перед этим прокладывают ход к эпидермису, через который позже вылетают взрослые особи. Общее время развития от яйца до имаго составляет 16-26 дней. На преимагинальных стадиях паразитируют перепончатокрылые из семейств птеромалиды (Sphegigaster, Syntomopus parisii), фигитиды (Gronotoma), эвритомиды (Eurytoma Illiger). Уровень паразитизма варьирует от 38 до 60 %.

## Распространение
Встречается в Палеарктике, Афротропике, Ориентальной области и Австралии.